# Tom Skerritt
Thomas Roy Skerritt (n. 25 august 1933, Detroit, Michigan, SUA) este un actor american. Acesta a apărut în peste 40 de filme și peste 200 de episoade de televiziune din 1962. Este cunoscut pentru rolurile sale din M*A*S*H, Alien, Zona moartă, Cheers, Top Gun , Cândva, pe aici, trecea un râu⁠(d) , Poltergeist III, Printre fumuri⁠(d) și Secrete de familie⁠(d). Skerritt a obținute numeroase nominalizări și premii, fiindu-i acordat Premiul Primetime Emmy pentru cel mai bun actor principal într-un serial dramă în 1993 pentru rolul din Picket Fences.

## Biografie
Skerritt s-a născut în Detroit, Michigan, fiul lui Helen, o casnică, și al lui Roy Skerritt, un om de afaceri. Este cel mai mic dintre cei trei copii ai familiei. Absolvent al Liceului Mackenzie⁠(d) din Detroit, Skerritt a urmat Universitatea de Stat Wayne⁠(d) și Universitatea din California, Los Angeles.
Skerritt s-a înrolat în armată imediat după absolvirea liceului și și-a petrecut patru ani în Forțele Aeriene ale Statelor Unite ca specialist în clasificări la Bergstrom Field⁠(d), Austin, Texas.

## Cariera
Skerritt și-a făcut debutul în film cu rolul din War Hunt⁠(d), produs de Terry Sanders⁠(d) și lansat în 1962. Printre cele mai cunoscute roluri ale sale sunt cele din M*A*S*H (1970), Harold și Maude⁠(d) (creditat drept „M. Borman”, 1971), Sticleții⁠(d), Big Bad Mama⁠(d), Cheech & Chong's Up in Smoke (1978), Ice Castles⁠(d) (1978), Alien (1979), Contact (1997), Aventură în cosmos⁠(d) (1986) și în Top Gun (1986). În 1988, a jucat alături de Nancy Allen și Lara Flynn Boyle în Poltergeist III. În 1989, a interpretat rolul lui Thomas Drummond „Drum” Eatenton în Magnolii de oțel⁠(d). În 1992, a apărut în filmul Cândva, pe aici, trecea un râu, regizat de Robert Redford și apreciat de critici.
Skerritt a avut un rol în emisiunea My Favorite Martian în episodul „Mrs. Jekyll și Hyde” din 1963. De asemenea, a avut un rol episodic în serialul de televiziune The Real McCoys⁠(d) (1963). A primit un rol în serialul Bonanza în 1964, iar anul următor în Death Valley Days⁠(d), unde a interpretat un tânăr parior pe nume Patrick Hogan, al cărui destin este schimbat după ce câștigă o mică avere. În episodul „A Sense of Justice” (1966) al aceluiași serial, Skerritt l-a interpretat pe judecătorul Roy Bean⁠(d), iar în episodul „Ten Day Millionaires” din 1968 a avut rolul scriitorului Mark Twain.  În 1972, Skerritt a jucat într-un episod (i.e. „Nobody Beats the House”) al emisiunii Cannon⁠(d). În 1975, a apărut într-un alt episod al serialului Cannon.
Skerritt a apărut în serialul ABC Twelve O'Clock High⁠(d) (1964–1967), Gunsmoke⁠(d) (1965–1972) și Cheers. Apoi a apărut în filmul CBS Picket Fences (1992–1996), în rolul șeriful Jimmy Brock, pentru care a câștigat un Premiu Emmy. Mai recent, a apărut în În prima linie⁠(d) și Atac la Londra⁠(d). Acesta l-a interpretat pe William Walker în Brothers & Sisters, apărând în episodul pilot și în mai multe flashbackuri.
A jucat rolul lui Ezekiel în miniseria Căzut din cer⁠(d), alături de Paul Wesley. A realizat vocea lui Clay Allison în jocul video Gun⁠(d) (2005) și a fost prezent în sezoanele III și IV ale serialului Escroci de treabă⁠(d). De asemenea, a fost ghid pe site-ul de prezentare al sistemului de operare Windows Vista. 
În februarie 2012, Skerritt a jucat rolul principal în producția Don Quijote. În 2014, Skerritt s-a reunit cu fosta sa colegă din Picket Fences, Lauren Holly, pentru filmul Field of Lost Shoes⁠(d). S-a reunit cu colegul său din Alien, Harry Dean Stanton, în filmul Lucky⁠(d).
Skerritt este fondatorul și președintele Heyou Media, o companie media digitală cu sediul în Seattle.

## Viața personală
Din 1988, acesta locuiește atât în casa sa din Lake Washington⁠(d) în suburbiile orașului Seattle, cât și în cea de pe Insula Lopez⁠(d) din Insulele San Juan⁠(d).
Din 1957 până în 1972, Skerritt a fost căsătorit cu Charlotte Shanks, alături de care are trei copii: Andy, Erin și Matt. A fost căsătorit cu Sue Oran din 1977 până în 1992, cei doi având împreună un fiu pe nume Colin. Din 1996, este căsătorit cu Julie Tokashiki. Cuplul are o fiică, Emi.

## Filmografie
| An   | Titlu                             | Rol                                     | Note                 |
| ---- | --------------------------------- | --------------------------------------- | -------------------- |
| 1962 | War Hunt                          | Sergeant Stan Showalter                 |                      |
| 1964 | One Man's Way                     | Leonard Peal (Grown)                    |                      |
| 1965 | Those Calloways                   | Whit Turner                             |                      |
| 1970 | M*A*S*H                           | Captain Augustus Bedford "Duke" Forrest |                      |
| 1971 | Wild Rovers                       | John Buckman                            |                      |
| 1971 | Harold and Maude                  | Motorcycle Officer                      | Sub numele M. Borman |
| 1972 | Fuzz                              | Detective Bert Kling                    |                      |
| 1974 | Thieves Like Us                   | Dee Mobley                              |                      |
| 1974 | Run, Run, Joe!                    | Margherito                              |                      |
| 1974 | Big Bad Mama                      | Fred Diller                             |                      |
| 1975 | The Devil's Rain                  | Tom Preston                             |                      |
| 1976 | Plot of Fear                      | Chief Inspector                         |                      |
| 1976 | Madama, La                        | Rick Dylan                              |                      |
| 1977 | The Turning Point                 | Wayne Rodgers                           |                      |
| 1978 | Up in Smoke                       | Strawberry                              |                      |
| 1978 | Ice Castles                       | Marcus Winston                          |                      |
| 1979 | Alien                             | Captain Arthur Dallas                   |                      |
| 1981 | A Dangerous Summer                | Howard Anderson                         |                      |
| 1981 | Savage Harvest                    | Casey                                   |                      |
| 1981 | Silence of the North              | Walter Reamer                           |                      |
| 1982 | Fighting Back                     | John D'Angelo                           |                      |
| 1983 | The Dead Zone                     | Sheriff George Bannerman                |                      |
| 1986 | Top Gun                           | CDR Mike "Viper" Metcalf                |                      |
| 1986 | SpaceCamp                         | Zach Bergstrom                          |                      |
| 1986 | Opposing Force                    | Logan                                   |                      |
| 1986 | Wisdom                            | Lloyd Wisdom                            |                      |
| 1987 | Maid to Order                     | Charles Montgomery                      |                      |
| 1987 | The Big Town                      | Phil Carpenter                          |                      |
| 1988 | Honor Bound                       | Sam Cahill                              |                      |
| 1988 | Poltergeist III                   | Bruce Gardner                           |                      |
| 1989 | Big Man on Campus                 | Dr. Webster                             |                      |
| 1989 | Steel Magnolias                   | Drum Eatenton                           |                      |
| 1990 | The Rookie                        | Eugene Ackerman                         |                      |
| 1992 | Poison Ivy                        | Darryl Cooper                           |                      |
| 1992 | Knight Moves                      | Captain Frank Sedman                    |                      |
| 1992 | Wild Orchid 2: Two Shades of Blue | Ham McDonald                            | Direct-to-video      |
| 1992 | A River Runs Through It           | Reverend John Maclean                   |                      |
| 1992 | Singles                           | Mayor Weber                             |                      |
| 1997 | Contact                           | David Drumlin                           |                      |
| 1998 | Smoke Signals                     | Police Chief                            |                      |
| 1999 | The Other Sister                  | Dr. Radley Tate                         |                      |
| 2001 | Texas Rangers                     | Richard Dukes                           |                      |
| 2002 | Tuscaloosa                        |                                         |                      |
| 2002 | Changing Hearts                   | Johnny Pinkley                          |                      |
| 2002 | Greenmail                         | Tom Bradshaw                            | Direct-to-video      |
| 2003 | Tears of the Sun                  | Captain Bill Rhodes                     |                      |
| 2003 | Swing                             | George Verdi                            |                      |
| 2006 | Bonneville                        | Emmett                                  |                      |
| 2006 | Stephen King's Desperation        | Johnny Marinville                       |                      |
| 2007 | The Velveteen Rabbit              | Horse                                   |                      |
| 2008 | Beer for My Horses                | Sheriff Wilson Landry                   |                      |
| 2009 | Whiteout                          | Dr. John Fury                           |                      |
| 2009 | For Sale by Owner                 | Clive Farrier                           |                      |
| 2009 | Rivers of a Lost Coast            | Narrator                                |                      |
| 2010 | Redemption Road                   | Santa                                   |                      |
| 2011 | Your Love Never Fails             | Jack                                    |                      |
| 2012 | Ted                               | Himself                                 |                      |
| 2012 | Soda Springs                      | Walt Jackson                            |                      |
| 2012 | Wings                             | Colonel                                 |                      |
| 2013 | Redwood Highway                   | Pete                                    |                      |
| 2014 | Field of Lost Shoes               | Ulysses S. Grant                        |                      |
| 2014 | Wings: Sky Force Heroes           | Colonel                                 |                      |
| 2016 | A Hologram for the King           | Ron Clay                                |                      |
| 2017 | Lucky                             | Fred                                    |                      |
| 2017 | Day of Days                       | Mr. Walter                              |                      |
| 2021 | East of the Mountains             | Ben Givens                              |                      |
| 2021 | Catch The Bullet                  | Dex                                     |                      |

### Seriale
| An        | Titlu                                   | Rol | Note |
| --------- | --------------------------------------- | --- | --- |
| 1962–1967 | Combat!                                 | Soldier (necreditat) / Glinski (necreditat) / Hicks / Burke / Sergentul Decker                                     | Episodul: Combat Front Episodul: A Day in June Episodul: The Prisoner Episodul: Losers Cry Deal Episodul: Nothing to Lose Episodul: The Gantlet                                                  |
| 1962–1971 | The Virginian                           | Eric Kroeger / Reverend Paul Martin / Billy Landers / Moran / Rafe / Bobby Allen                                   | Episodul: Impasse (difuzat în 1962) Episodul: The Secret of Brynmar Hall Episodul: The Showdown Episodul: The Crooked Path Episodul: The Saddle Warmer Episodul: Nan Allen                       |
| 1963      | Laramie                                 | Price | Episodul: No Place to Run |
| 1963      | The Real McCoys                         | Mailman | Episodul: Aunt Win Steps In |
| 1963      | The Alfred Hitchcock Hour               | Dr. Frank Farmer                                                                                                   | Episodul: Run for Doom |
| 1963      | My Three Sons                           | Young Steve | Episodul: The Proposals |
| 1963–1968 | Death Valley Days                       | Emmett Dalton / Dennis Driscoll / Patrick Hogan / Roy Bean / Sam Clemens                                           | Episoadele: Three Minutes to Eternity, Honor the Name Dennis Driscoll, The Book, Sense of Justice și Ten Day Millionaires                                                                        |
| 1964      | Wagon Train                             | Hamish Browne | Episodul: The Last Circle Up |
| 1964      | My Favorite Martian                     | Dr. Edgar Edgarton                                                                                                 | Episodul: Miss Jekyll and Hyde |
| 1964–1967 | 12 O'Clock High                         | Lieutenant Ryan / Lieutenant Parmalee / Sergeant Ben Rodale / Lieutenant Paddy Gialella / Technical Sergeant Neely | Episodul: Soldiers Sometimes Kill Episodul: Those Who Are About to Die Episodul: The Came the Mighty Hunter Episodul: Twenty Fifth Mission Episodul: Long Time Dead                              |
| 1964-1973 | Bonanza                                 | Jerry / Corporal Bill Tanner                                                                                       | Episodul: Thanks for Everything, Friend Episodul: The Hunter |
| 1965      | Voyage to the Bottom of the Sea         | Frank Richardson                                                                                                   | Episodul: The Enemies |
| 1965      | Walt Disney's Wonderful World of Color  | Corky Mardis | Episodul: ...The Daily Press vs. City Hall |
| 1965-1966 | The Fugitive                            | Neely Hollister / Pete Edwards                                                                                     | Episodul: Nicest Fella You'd Ever Want to Meet Episodul: Joshua's Kingdom |
| 1965–1972 | Gunsmoke                                | Edmund Dano / Ben Stone / Orv Timpson / Fred Garth / Tuck Frye                                                     | Episodul: The Pretender Episodul: The Jailer Episodul: The Moonstone Episodul: The Noose Episodul: Jubilee                                                                                       |
| 1966      | The Time Tunnel                         | Matthew Gebhardt                                                                                                   | Episodul: The Death Trap |
| 1966–1972 | The F.B.I.                              | Robert Hastings / John Clarence Rim / Thorn Hazard / Bill Leonard                                                  | Episodul: The Assassin Episodul: The Legend of John Rim Episodul: Unknown Victim Episodul: The Deadly Species                                                                                    |
| 1967      | Mannix                                  | Morgan Carpenter                                                                                                   | Episodul: Warning - Live Blueberries |
| 1967      | Hallmark Hall of Fame                   | Trapani | Episodul: A Bell for Adano |
| 1968      | Cimarron Strip                          | Enoch Shelton | Episodul: Knife in the Darkness |
| 1968      | Run for Your Life                       | Lou Patterson | Episodul: The Killing Scene |
| 1968      | Felony Squad                            | Gerald Gardner | Episodul: Matched for Murder |
| 1969      | The Outsider                            | Arnie Cambor | Episodul: A Bowl of Cherries |
| 1969      | Lancer                                  | Bill Blake | Episodul: The Knot |
| 1970      | Hawaii Five-O                           | Lew Morgan | Episodul: Most Likely to Murder |
| 1970      | Medical Center                          | Artie Atwood | Episodul: Between Dark and Daylight |
| 1970      | The Name of the Game                    | Pete | Episodul: Cynthia is Alive and Living in Avalon |
| 1970      | Bracken's World                         | Gil Dobie | Episodul: A Team of One-Legged Acrobats |
| 1971      | Storefront Lawyers                      | Paul Marek | Episodul: This Money Kills Dreams |
| 1971      | The Birdmen                             | Orville "Fitz" Fitzgerald                                                                                          | Film de televiziune |
| 1971      | Nichols                                 | Charley Doyle | Episodul: The Marrying Fool |
| 1971–1975 | Cannon                                  | Dude / Toby Hauser / Sheriff Andrews                                                                               | Episodul: The Salinas Jackpot Episodul: Nobody Beats the House Episodul: The Conspirators |
| 1974      | Get Christie Love!                      | Unknown | Episodul: Deadly Betrayal |
| 1974      | Kolchak: The Night Stalker              | Senator Robert W. Palmer                                                                                           | Episodul: The Devil's Platform |
| 1974      | The Manhunter                           | Barry Richards | Episodul: Flight to Nowhere |
| 1975      | The Last Day                            | Bill Powers | Film de televiziune |
| 1975      | Barnaby Jones                           | Darrin Addison | Episodul: Image of Evil |
| 1976      | SWAT                                    | Maynard Hill | Episodul: Dragons and Owls |
| 1976      | Sara                                    | Newt Johnson | Episodul: "The Child Bride" |
| 1976      | Alle origini della mafia                | Bernardino Campo                                                                                                   | Miniserie Episodul: La Speranza |
| 1978      | Baretta                                 | Al Brimmer | Episodul: The Appointment |
| 1978      | Maneaters are Loose!                    | John Gosford | Film de televiziune |
| 1983      | Ryan's Four                             | Dr. Thomas Ryan | 5 episoade |
| 1984      | Calendar Girl Murders                   | Lieutenant Dan Stoner                                                                                              | Film de televiziune |
| 1984      | A Touch of Scandal                      | Father Dwelle | Film de televiziune |
| 1986      | Miles to Go...                          | Stuart Browning | Film de televiziune |
| 1986      | The Hitchhiker                          | Detective Frank Sheen                                                                                              | Episodul: True Believer |
| 1986      | The Parent Trap II                      | Bill Grand | Film de televiziune |
| 1986      | The Twilight Zone                       | Alex Mattingly | Episodul: What Are Friends For? |
| 1986      | Danger Bay                              | Don Bared | Episodul: The Fish Who Walks |
| 1987      | Poker Alice                             | Jeremy Collins | Film de televiziune |
| 1987–1988 | Cheers                                  | Evan Drake | Episode: A Kiss is Still a Kiss Episode: Tale of Two Cuties Episode: Yacht of Fools Episode: Let Sleeping Drakes Lie Episode: The Sam in the Grey Flannel Suit Episode: Backseat Becky, Up Front |
| 1988      | Moving Target                           | Joseph Kellogg | Film de televiziune |
| 1988      | Nightmare at Bittercreek                | Ding | Film de televiziune |
| 1989      | The Heist                               | Ebbet Berens | Film de televiziune |
| 1989      | Red King, White Knight                  | Stoner | Film de televiziune |
| 1990      | The China Lake Murders                  | Sheriff Sam Brodie                                                                                                 | Film de televiziune |
| 1990      | Child in the Night                      | Bass | Film de televiziune |
| 1990      | ABC Afterschool Special                 | Jim | Episodul: A Question About Sex |
| 1990      | She'll Take Romance                     | Judge Warren Danvers                                                                                               | Film de televiziune |
| 1992      | Getting Up and Going Home               | Jack Montgomery | Film de televiziune |
| 1992      | In Sickness and in Health               | Jarrett Mattison                                                                                                   | Film de televiziune |
| 1992–1996 | Picket Fences                           | Sheriff Jimmy Brock                                                                                                | 87 de episoade |
| 1997      | Divided by Hate                         | Steve Riordan | Film de televiziune |
| 1997      | Chicago Hope                            | Jim Kellner | Episodul: Guns N' Roses |
| 1997      | What the Deaf Man Heard                 | Norm Jenkins | Film de televiziune |
| 1998      | Two for Texas                           | Sam Houston | Film de televiziune |
| 1999      | Into the Wild Blue                      | Host | Documentar |
| 1999      | The Hunt for the Unicorn Killer         | Fred Maddux | Miniserie |
| 1999      | Aftershock: Earthquake in New York      | Thomas Ahearn | Film de televiziune |
| 2000      | An American Daughter                    | Walter | Film de televiziune |
| 2000      | High Noon                               | Will Kane | Film de televiziune |
| 2000      | Jackie Bouvier Kennedy Onassis          | Joseph P. "Joe" Kennedy                                                                                            | Film de televiziune |
| 2001      | Chestnut Hill                           | Daniel Eastman | Pilot respins |
| 2001      | The Voyage to Atlantis: The Lost Empire | Host | Documentar, scurtmetraj |
| 2002      | Path to War                             | General William Westmoreland                                                                                       | Film de televiziune |
| 2002      | Will & Grace                            | Dr. Jay Markus | Episodul: The Needle and the Omelet's Done |
| 2003      | Biography                               | Passages Read By                                                                                                   | Episodul: Jack London - Forces of Nature |
| 2003      | The West Wing                           | Senator Chris Carrick                                                                                              | Episodul: Constituency of One |
| 2004      | Homeland Security                       | Admiral McKee | Film de televiziune |
| 2004      | Law & Order: Special Victims Unit       | Judge Oliver Taft                                                                                                  | Episodul: Poison |
| 2004      | The Grid                                | CIA Deputy Director Acton Sandman                                                                                  | Miniserie |
| 2005      | Vinegar Hill                            | Fritz Grier | Film de televiziune |
| 2005      | Category 7: The End of the World        | Colonel Mike Davis                                                                                                 | Miniserie |
| 2006      | Mammoth                                 | Simon Abernathy | Film de televiziune |
| 2006      | Huff                                    | Ben Huffstodt | Episodul: Red Meat Episodul: So...What Brings You to Armageddon? Episodul: Radio Silence |
| 2006      | Desperation                             | John Edward Marinville                                                                                             | Film de televiziune |
| 2006      | Fallen                                  | Zeke | Miniserie |
| 2006–2008 | Brothers & Sisters                      | William Walker | Episodul: Patriarchy (pilot) Episodul: Mistakes Were Made (Part 1 & 2) Episodul: Love Is Difficult Episodul: Prior Commitments Episodul: Let's Call the Whole Thing Off                          |
| 2007      | Killer Wave                             | Victor Bannister                                                                                                   | Miniserie |
| 2007      | The Dead Zone                           | Herb Smith | Episodul: Denouement |
| 2008      | Tim and Eric Awesome Show, Great Job!   | Himself | Episodul: "Pepperoni" |
| 2008      | Dr. Jekyll and Mr. Hyde                 | Gabe Utterson | Film de televiziune |
| 2008      | The Trojan Horse                        | President Stanfield                                                                                                | Miniserie |
| 2010      | Leverage                                | Jimmy Ford | Episodul: "The Three Card Monte Job" |
| 2010      | The Closer                              | Joey O. | Episodul: "Elysian Fields" |
| 2012      | Leverage                                | Jimmy Ford | Episodul: "The Radio Job" |
| 2012      | White Collar                            | Alan Mitchell | Episodul: "Pulling Strings" |
| 2014      | The Good Wife                           | James Paisley | Episodul: "We, the Juries" Episodul: "The One Percent" |
| 2015      | Madam Secretary                         | Patrick McCord | Episodul: "Chains of Command" |
| 2016      | Journey Back to Christmas               | Tobias Cook | Film de televiziune |

### Jocuri video
| An   | Titlu            | Rol           | Note                   |
| ---- | ---------------- | ------------- | ---------------------- |
| 2014 | Alien: Isolation | Arthur Dallas | Voce; Nostromo Edition |